# Atusparia (obra de teatro)
Atusparia es una obra publicada en 1981 por Julio Ramón Ribeyro que narra la revuelta indígena ocurrida en Huaráz en 1885 y que fuera liderada por Pedro Pablo Atusparia.Según cuenta el autor en la introducción del libro la obra debió ser una novela histórica, pero, por falta de bibliografía fehaciente, se decidió por la obra de teatro. Lo impecable de la trama, lo mismo que sus recursos como autor hablan de un Ribeyro impecable en la expresión teatral.

## Sinopsis
Huaraz primer semestre de 1885. La guerra con Chile había terminado ya dejando al Perú escindido en dos perspectivas respecto a la guerra contenidas en dos personalidades; Miguel Iglesias y Andrés Avelino Cáceres. El primero había transado con los chilenos y firmado la paz, el segundo insistía con furor en la guerra y en la necesidad de proseguirla. Lejos de todo y a su vez, en medio de esto, Atusparia, un noble cacique y alcalde indio presenta un memorial en protesta por la llegada de nuevos impuestos y el fin del trabajo comunal gratuito (mita) entre los suyos. Por ello es azotado y como toda respuesta a esa última ofensa promueve una rebelión. Ésta resulta un fracaso ya que las autoridades a las que se enfrenta cuentan con más armas y sobre todo con tres ametralladoras y un cañón. Cuando daba todo por perdido aparece Uchcu Pedro, dinamitero de la zona de Carhuaz quien cambia el curso de la guerra a favor de los insurrectos.
Con la ciudad rendida y con los respetos presentados por el Monseñor Figueroa, obispo de la zona, manda organizar una cena en la que determinara los nuevos puestos en el poder. Mosquera, un abogado de entraña dudosa es declarado prefecto. Allí mismo se entera de que su lugarteniente más valioso, Uchcu Pedro a ajusticiado a todos los enemigos y que su posición como dirigente de los insurgentes respecto a los fines de dicho conflicto no coinciden con los de sus camaradas. Por ello, y ante su pesar, frente a otros alcaldes indios, a un periodista de apellido Montestruque (que ve en Atusparia al Inkarrí), a Mosquera (cacerista de oportunidad), decide que estos prosigan con la guerra. Al teniente Dubois como autoridad sobreviviente del combate y por el hecho de haber resistido le concede la gracia de permitir que se retire sin mayor castigo.
En un intento de tranzar la paz y darle ruta al nuevo orden Atusparia se reúne, en compañía del obispo, con los dos hacendados más poderosos de la zona: Antúnez y Maguiña; el primero se muestra reacio a mostrarle respetos a un indio, por lo que se le pide ofrezca disculpas y se someta al nuevo orden, y al punto de hacerlo besando la vara de Atusparia este lo rechaza comprobando así la pobreza espiritual de su ofensor. Maguiña en cambio se muestra maquiavélico y le hace creer al jefe de los sublevados, mediante la lectura de un telegrama del Obispo Figueroa, que sus razones han sido escuchadas y que ya puede detener todo. Al irse Atusparia, Maguiña le dice a Antúnez que borró el último acápite del documento en donde decía que el coronel Callirgos, enviado de Lima, tiene orden de matar a los cabecillas. Al llegar a Yungay para dar cuenta a las tropas de su exitosa campaña y empezar la disolución del grupo Atusparia se encuentra con las quejas de la comunidad ante los actos de Uchcu Pedro y sus hombres. Como el dinamitero excusa su actuar y el de sus hombres y Montestruque y Mosquera hablan cada cual de sus inclinaciones políticas, Atusparia se hace fuerte y determina la disolución de la milicia. Por su parte el recién enviado por Iglesias coronel Callirgos, recibe información de su tropa: dos civiles, luego de un interrogatorio se declaran caceristas tiene una razón más para aplastar a sus oponentes. Dubois le dice al coronel que todo ha cesado ya y que no es necesaria una represión sino métodos sosegados a lo que Callirgos responde: “traigo plenos poderes de Lima y en consecuencia los métodos los invento yo…”.
Al llegar los batallones los insurrectos de Yungay, incluido Atusparia, deciden atrincherarse en Huaraz y son finalmente derrotados. Todos, con excepción de Uchcu Pedro, quien con sus hombres y apostado en la Cordillera negra resiste dos meses más hasta su captura y fusilamiento. Atusparia se siente ya derrotado y dispuesto a morir pero Dubois, que siente tiene un deuda con él, le ordena escarpa con o contra a su voluntad y le informa que Cáceres está punto de derrotar a Iglesias y que, tal vez, este esté dispuesto a escuchar sus reclamos. Finalmente Atusparia, luego de una cita con el propio Cáceres, es recibido en un almuerzo en el que en vez de halagos solo es interpelado por sus paisanos y, en medio de sus dudas, muere alzando una copa. Aun así los alcaldes indios le rendirán grandes funerales.

## Atusparia como personaje
Atusparia es un individuo común ante sus propios ojos que se descubre como héroe en una situación límite. Ante ello solo le queda revisar sus estados de conciencia para encontrar una actitud significativa. Como personaje dramático tiende a oponer su actitud mesurada, reflexiva y humana ante el maximalismo violento de Uchcu Pedro. Aunque en ningún momento llega a afirmar superioridad moral alguna frente a su máximo lugarteniente (no desconfía jamás de su valor ni de su juicio anteponiéndolo, incluso, al suyo propio) su condición de cristiano practicante lo pone en aprietos frente a la realidad que le todo vivir. Aun así no le convence el por qué, ni la esencia de los hechos raíz de sus problemas por lo que termina su vida encerrado en sí mismo y en su frustrante duda.
- Datos: Q5711274